# ورد ويبياني
ورد ويبياني (الاسم العلمي:Rosa webbiana) هو نوع من النباتات يتبع جنس الورد من الفصيلة الوردية. موطنه آسيا الوسطى والتبت وشينجيانغ في الصين وأفغانستان وباكستان وجبال الهيمالايا الغربية ونيبال.
ينمو في الأماكن العشبية والأعشاب والوديان والمنحدرات